# Hérics Nándor
Hérics Nándor (Kisbér, 1956. május 8. –) Munkácsy Mihály-díjas magyar festő, grafikusművész.

## Pályafutása
A tatai képzőművészeti körben Kerti Károlynál kezdett rajzot tanulni. Majd a fővárosi Vasutas- és Dési Huber Körben folytatta művészeti tanulmányait. Kirakatrendező iskolát végzett és alkalmazott grafikát tanult. Kisbér után 1976-tól néhány évig Dorogon lakott. 1973-tól  kiállító művész.  Az 1970-es évek második felétől Budapesten él. 1979-től a Hungexpo tervezőgrafikusaként dolgozott. Később szabadúszó grafikusként tevékenykedett.
Tagja lett a Fiatal képzőművészek Stúdiójának, a Grafi pax képzőművészeti csoportnak, a Magyar Népköztársaság Művészeti Alapjának, majd a Magyar Alkotóművészek Országos Egyesületének és a Magyar Képzőművészek Szövetségének. 1984-ben nemzetközi környezetvédelmi plakátpályázatot nyert a víz témakörében, ez a munkája szerepelt a Messemagazin címlapján és a Nyugat-német környezetvédelmi naptár borítóján. 1990-től saját tervezőgrafikai stúdióját vezeti. Alkalmazott grafikai tevékenységében a plakát és arculat tervezéstől az utcai reklámokig minden megtalálható. Díszlet és látványterveket készített színházak tv-csatornák számára. Kiállításai voltak: Budapesten, Magdeburgban, Havannában, Tatán, stb. Plakátpályázatokon is rendszeresen részt vett.
Táblaképeinek fő témája a portré ábrázolás, és az ipari tájak bemutatása. Graffitiket és street-art munkákat készít.

## Könyvei
- Kosárfonás Kisbéren
- Zenészportrék; előszó Bródy János, tan. Wehner Tibor, zenetört. összefogl. Zoltán János; Hérics Neon Design Kft., Bp., 2006
- Képek a Vasműből
- Plakátkönyv – Magán plakát
- Fotóanalízis, szoborszintézis (2015)
- Szín, forma, tér. Geometrikus tendenciák a kortárs magyar képzőművészetben; 2015
- Random pictures panno

## Díjai
- 1973 Petőfi 150. születésnapjára kiírt plakátpályázat, (amatőr kategória).
- 1975 KPVDSZ. plakátpályázat első díj
- 1976 Szovjet filmplakát pályázat második díj
- 1977 VIT Cuba plakátpályázat első díj
- 1979 Kisbér 700 éves plakátpályázat első díj
- 1982 Esztergomi Biennálé különdíj
- 2014 Országos Labirintus kiállítás díja
- 2015 Nemzetközi Groteszk Triennálé fődíja
- 2015 Országos Harmónia kiállítás díja
- 2016 Szegedi Táblaképfestészeti Biennálé díja
- 2017 Magyar Arany Érdemkereszt
- 2018 Munkácsy Mihály-díj

## Önálló kiállításai
- 1973 Kisbér
- 1979 Tata, Művelődési Központ Galériája
- 1980 Oroszlány, Művelődési Központ
- 1982 Dorog, Dorogi Galéria
- 1983 Esztergom, Esztergomi Galéria
- 1984 Budapest, Studio Galéria
- 1986 Budapest, Káposztásmegyeri Általános Iskola
- 1987 Budapest, Árpád Galéria
- 1988 Budapest, KISZ KB
- 1990 Budapest Kongresszusi Központ
- 1995 Budapest Kongresszusi Központ
- 2002 Budapest Kongresszusi Központ
- 2005 Bem Rockpart
- 2005 Fővárosi Művelődési Ház
- 2005 Rock Cafe
- 2006 Budapest Kongresszusi Központ
- 2006 Őriszentpéter, Közösségi Ház
- 2007 Kisbér, Művelődési Központ
- 2008 Esztergom, Duna Múzeum
- 2009 Őriszentpéter, Közösségi Ház
- 2009 Dorog, Dorogi Galéria
- 2010 Újpalota, Művelődési Ház
- 2011. Csepel, Királyerdei MH. Galéria
- 2012. Dorog, Dorogi Galéria
- 2011 Budapest, Csepel, Királyerdei M.H. Galéria
- 2012 Dorog, Dorogi Galéria
- 2013 Budapest, Symbol Galéria
- 2013 Budapest, VAM Design
- 2015 Budapest, ByArt Galéria
- 2016 Dorog, Dorogi Galéria
- 2016 Budapest, Budafok, Klauzál Ház
- 2017 Budapest, Pesterzsébeti Múzeum